# São Cristóvão de Mondim de Basto
São Cristóvão de Mondim de Basto es una freguesia portuguesa del municipio de Mondim de Basto, distrito de Vila Real.

## Historia
La freguesia se llamó Mondim de Basto hasta el 4 de junio de 2015.

## Demografía
| Gráfica de evolución demográfica de São Cristóvão de Mondim de Basto entre 2001 y 2021 |
|                                                                                        |
| Datos según el nomenclátor publicado por el INE portugués.                             |